# Fondazione e Terra
Fondazione e Terra è un romanzo di fantascienza dello scrittore Isaac Asimov.
L'opera è stata pubblicata col titolo originale Foundation and Earth nel 1986 dalla casa editrice Doubleday. È il quinto libro in ordine di scrittura del Ciclo delle Fondazioni mentre in ordine cronologico rappresenta il settimo ed ultimo racconto di questo lungo ciclo. Pur essendo il seguito di L'orlo della Fondazione, può tranquillamente essere letto come libro a sé stante, come spiega lo stesso Asimov nella prefazione.
Fondazione e Terra è suddiviso in sette parti per un totale di 21 capitoli.

## Trama
La vicenda ha inizio nel preciso istante in cui termina il precedente romanzo. È l'anno 498 dell'Era della Fondazione e il Piano Seldon è a metà del suo percorso, quando il consigliere Golan Trevize sta per decidere il futuro evolutivo dell'intera galassia. Consultato da Gaia ed avvalendosi del suo grande talento intuitivo, l'uomo ha scelto Galaxia, un percorso evolutivo che porterà tutti gli esseri viventi e la materia inanimata della Via Lattea, comprese stelle, ammassi gassosi, pianeti e buchi neri ad essere uniti in un'unica collettività in perenne contatto mentale.

### Gaia
Trevize rimane dubbioso della sua scelta tra la creazione di una galassia vivente, il dominio dei telepati della Seconda Fondazione e la strada basata sul progresso tecnologico proposto dalla Prima Fondazione di Terminus. Egli ritiene che le risposte debbano trovarsi sul leggendario pianeta Terra, supposta origine della razza umana ma del quale, dopo millenni di colonizzazione spaziale, si sono perse le tracce, persino nell'antichissima memoria collettiva di Gaia, acuendo così l'ulteriore sospetto di un intervento esterno di rimozione. Trevize riparte con l'astronave Far Star, accompagnato dal mite Janov e dalla giovane gaiana Bliss, quest'ultima in contatto mentale con il resto del pianeta, nonostante le enormi distanze. Trevize però non gradisce la presenza di Bliss: nonostante le rassicurazioni ricevute teme un controllo mentalico da parte di Gaia, inoltre crede che la ragazza, che è diventata la compagna di Janov, si stancherà di lui facendolo soffrire.

### Comporellen
Su indicazione del suo amico e traditore Munn Li Compor, incontrato nel precedente romanzo, Trevize fa tappa sul pianeta Comporellen, convinto di trovare migliori notizie. Qui deve affrontare il locale Ministro dei Trasporti, l'avvenente e matura Mitza Lizalor, che vorrebbe impadronirsi dell'avanzata tecnologia della Far Star, e in seguito lo seduce; negoziando, Trevize riesce ad ottenere la restituzione del vascello. La donna gli confida, non senza timore superstizioso, di consultarsi con uno storico di nome Vasil Deniador, il quale a sua volta narra agli ospiti come l'antico nome di Comporellen fosse Baleyworld (v. Elijah Baley) e cita alcune notizie sui mitici Mondi Spaziali, ovvero i pianeti della prima ondata colonizzatrice risalente a ventimila anni prima. Basandosi sullo studio di antiche documentazioni, Deniador fornisce le coordinate di tre di questi mondi. Rielaborando i dati tramite il computer della Far Star, le coordinate fornite possono essere tradotte secondo il sistema attuale e utilizzate.

### Aurora
Aurora (vedi il I robot dell'alba) si presenta dallo spazio come un mondo in disfacimento, che sta attraversando un processo di contro-terraformazione. Privo di esseri umani, è caratterizzato da sconfinate praterie dalle quali emergono i resti di antiche città. Mentre Bliss e Janov sono alla ricerca infruttuosa di qualche reperto significativo, Trevize, rimasto a guardia della nave, viene attaccato da un branco di feroci cani rinselvatichiti; Bliss accorre e, trattenendo i cani grazie ai propri poteri mentalici, suggerisce a Trevize di usare la frusta neuronica, arma in grado di causare dolore a distanza, per allontanarli. Janov amareggiato riferisce di non aver trovato altro che ruderi e resti di antichi robot spenti da millenni. La diffidenza di Trevize nei confronti di Bliss diminuisce dopo una discussione fruttuosa. Consapevoli dell'inutilità della loro permanenza, i tre fanno rotta per il secondo sistema indicato dal computer.

### Solaria
Sul nuovo pianeta, i tre entrano in contatto con un gruppo di robot destinati ai lavori agricoli. Janov, sfruttando le sue conoscenze delle lingue antiche, riesce ad apprendere di trovarsi sul pianeta Solaria. Nel frattempo sopraggiunge un essere umano che conosce il linguaggio galattico e si presenta come un tale Sarton Bander. Il suo atteggiamento inizialmente curioso diventa ben presto dispotico e sprezzante.
Egli tuttavia, per puro vanto, racconta della sua natura, risultato dell'ingegneria genetica, spiegando di essere ermafrodita e di disporre di due particolari aree del cervello chiamate lobi trasduttori, con i quali è in grado di veicolare l'energia termica dell'intero pianeta, traducendola in energia elettrica per far funzionare macchine e robot. Bander neutralizza le armi di Trevize invitando il gruppo a seguirlo nella sua enorme dimora sotterranea. I protagonisti lo assecondano, sia per acquisire nuove informazioni, sia per dare il tempo a Bliss di studiare la sua mente al fine di poterla controllare. Bander si dimostra infatti loquace e rivela come gli antichi Solariani fossero una razza longeva (vedi Il sole nudo), dove i contatti interpersonali avvenivano solo tramite ologrammi e i rapporti tra i due sessi erano tollerati esclusivamente per fini procreativi.
L'ermafrodismo avrebbe ovviato l'esigenza di incontrarsi fisicamente sicché la popolazione, già poco numerosa, scese ulteriormente fino ad un migliaio. I solariani attuali vivono tutti in enormi tenute accuditi da milioni di robot alimentati tramite i lobi trasduttori. Bander ignora la posizione della Terra, ma racconta che anticamente gli Spaziali escogitarono un mezzo per renderne radioattiva e inabitabile la superficie (Vedi I robot e l'Impero). Contando sui suoi poteri, il solariano svela l'intenzione di uccidere i suoi ospiti, onde evitare ritorsioni dagli altri abitanti e per celare l'esistenza di Solaria. Bliss, sfruttando le capacità mentaliche di Gaia, riesce ad opporsi ma Bander muore nello scontro.
Vagando per le numerose sale della residenza, il gruppo si imbatte in Fallom, figlio di Bander, un bambino che Bliss considera di sesso femminile. Usciti dalla residenza sotterranea trovano ad attenderli dei robot ostili, accorsi nella tenuta a causa della cessazione di energia concomitante col decesso del padrone. Innanzi ad un nuovo pericolo di morte, che non avrebbe risparmiato Fallom in quanto immaturo per la successione, Bliss è costretta ad annientare gli automi e insieme con gli altri a fuggire via con l'astronave, recando con loro il giovane solariano.

### Melpomenia
Giunti su Melpomenia, Pelorat e Trevize eseguono una ricognizione in un importante agglomerato. Ma prima ancora di aver toccato la superficie, comprendono che si tratta di un pianeta morto e quasi privo di atmosfera. Ed è proprio questo a permettere la conservazione delle costruzioni e degli artefatti abbandonati dagli antichi abitanti. Dopo varie vicissitudini - tra cui "l'aggressione" da parte di strani muschi - viene individuata una stele con delle iscrizioni, in cui sono riportati i nomi e le coordinate dei leggendari Cinquanta Mondi Spaziali. È l'Uovo di Colombo che porta una svolta al loro viaggio.

### Alpha
Con l'ausilio del computer della nave, Trevize e Pelorat applicano un metodo di ricerca ideato da un tale Yariff, citato dallo studioso Deniador, che consiste nel disporre in sfere concentriche i pianeti che furono colonizzati in epoche contemporanee, il centro individuato dalle sfere corrisponderebbe al luogo dell’ipotesi o mondo d'origine, qui indicato con la stella binaria chiamata Alfa.
Pelorat è convinto che si tratti proprio del sistema stellare cercato, in quanto Alfa era la prima lettera alfabetica in diverse lingue terrestri. L’entusiasmo è frenato da Trevize che gli spiega come in un sistema stellare binario sia difficile trovare un pianeta abitabile con specie autoctone. Il corpo principale di Alfa presenta tuttavia un sistema planetario con un mondo abitabile, quasi interamente ricoperto da un oceano. Scesi su una delle poche isole, incontrano una donna di nome Hiroko che li accompagna al suo villaggio e spiega loro che la stella di questo sistema si chiama Alfa Centauri e che gli abitanti del pianeta sono in grado di controllarne le condizioni climatiche e discendono dagli ultimi sopravvissuti provenienti dalla Terra, ormai divenuta radioattiva. Dopo un pasto offerto dall'ospite, Bliss, Pelorat e Trevize si separano per cercare notizie sulla Terra. Pelorat ascolta le leggende di un anziano logorroico, mentre Trevize viene intrattenuto e sedotto da Hiroko. Fallom sta maturando i suoi poteri solariani attraverso i lobi trasduttori, e durante un concerto è in grado di suonare un flauto senza soffiarvi. Hiroko scossa confida loro come essi siano stati infettati da un patogeno silente e mortale che si sarebbe attivato con l'arrivo di altri abitanti, fuori in mare per la pesca. Approfittando della notte, i tre tornano nello spazio. Avvalendosi delle indicazioni di Hiroko, trovano un pianeta abitabile nei pressi di una stella vicina.

### Terra
I protagonisti giungono in prossimità del pianeta che si rivela essere proprio la Terra, patria di tutta l'Umanità, per scoprire con rammarico la veridicità della leggenda sulla radioattività che la renderebbe ormai inabitabile. Prima di desistere però Trevize, con un misto di intuizione e fortuna, capisce che la risposta ai suoi interrogativi si trova sul satellite del pianeta, la Luna.
Individuatovi un insediamento, all’interno di una struttura pressurizzata i protagonisti incontrano nientemeno che il robot R. Daneel Olivaw (ricorrente in numerosi racconti di Asimov) che narra loro la propria storia fino all’intervento per la creazione di Gaia. Il robot, antico di ventimila anni e prossimo al deterioramento, rivela il ruolo di Fallom, ovvero la reciproca fusione mentale, che gli permetterà di vivere abbastanza per compiere la creazione di Galaxia. Trevize riesce finalmente a capire quale è il punto debole della teoria di Hari Seldon: la psicostoria si occupa della sola Via Lattea, assumendo che l'umanità sia l’unica razza intelligente, e la nascita di Galaxia preserverebbe gli Umani da eventuali ingerenze esterne. Tutto ciò a meno che, conclude scrutando preoccupato la giovane solariana Fallom, la minaccia non si trovi in seno alla stessa galassia. Finale aperto quanto inquietante.

## Edizioni
- Isaac Asimov, Foundation and Earth, 1986.
- Isaac Asimov, Fondazione e Terra, traduzione di Piero Anselmi, collana Altri mondi n° 7, Arnoldo Mondadori Editore, 1987,  p. 402, ISBN 88-04-30192-9.
- Isaac Asimov, Fondazione e Terra, traduzione di Piero Anselmi, collana Urania n° 1131, Arnoldo Mondadori Editore, 1990,  p. 304.
- Isaac Asimov, Fondazione e Terra, traduzione di Piero Anselmi, collana Bestsellers Oscar n° 566, Arnoldo Mondadori Editore, 1995,  p. 528, ISBN 88-04-40302-0.